# Кенделанчайское водохранилище
Кенделанчайское водохранилище (азерб. Köndələnçay su anbarı) — водохранилище в Физулинском районе Азербайджана, расположенное в основном на реке Кенделанчай. Комплекс состоит из трёх водохранилищ.

## История

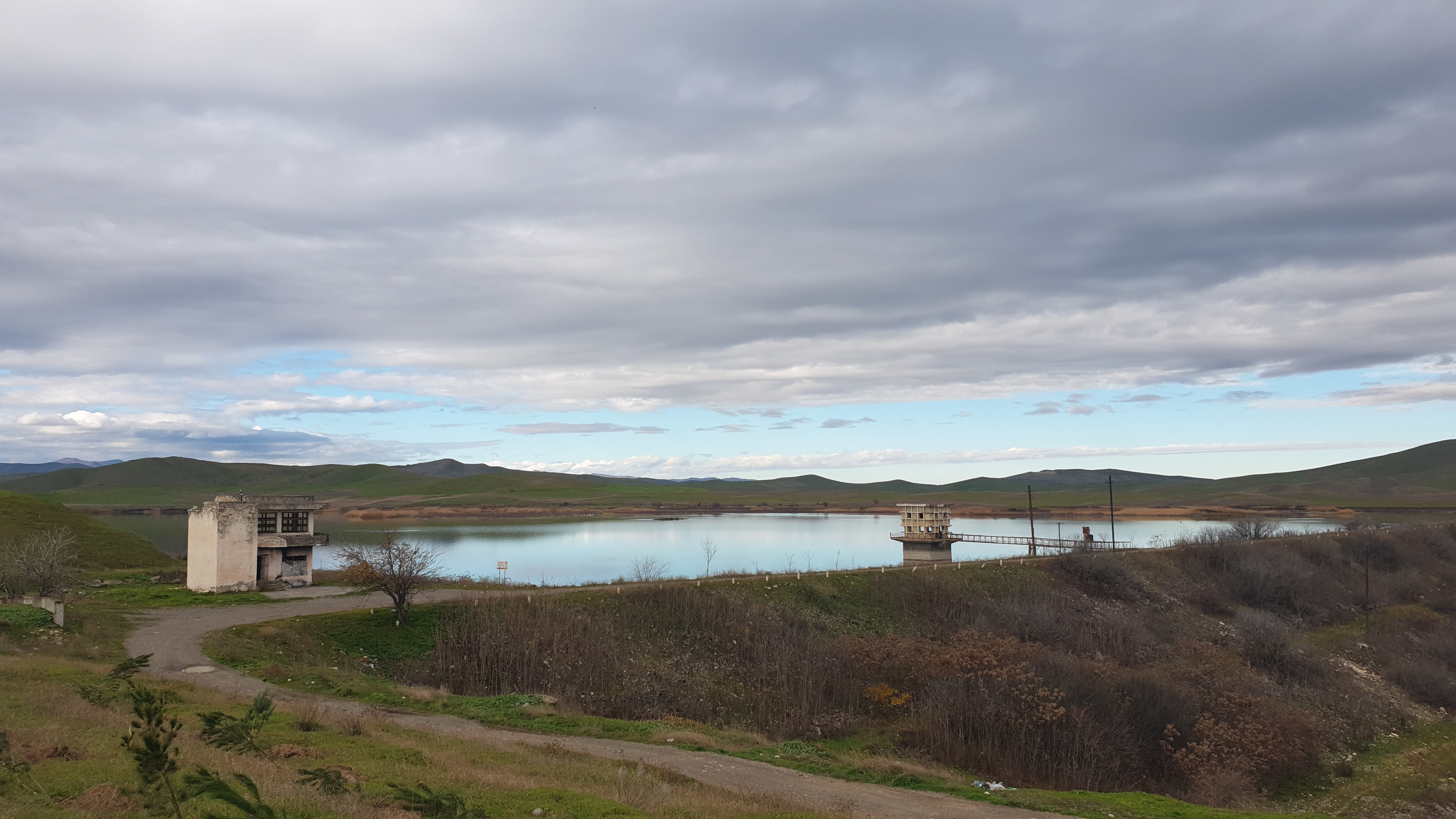
Водохранилище до восстановления. Декабрь 2021 года

Водохранилища комплекса были введены в эксплуатацию в 1950, 1962 и 1980 годах. Общая площадь водохранилища в советское время составляла примерно 15 млн м³. Использовалась для орошения около 10 тысяч гектаров территории. В водохранилище текла вода также из реки Куручай.
В результате Первой карабахской войны и перехода в 1993 году территории водохранилища под контроль непризнанной Нагорно-Карабахской Республики, здания и сооружения комплекса пришли в запустение и стали подвергаться разрушениям. Осенью 2020 года в ходе боевых действий во время Второй карабахской войны Азербайджан вернул под свой контроль всю территорию Физулинского района, в том числе и территорию водохранилища. После этого правительство Азербайджана начало ремонт и восстановление всех трёх водохранилищ комплекса.
10 мая 2024 года Кенделанчайское водохранилище было вновь введено в эксплуатацию.
С 16 по 18 октября 2024 года на водохранилище и в центре Кюр состоится Мингечевирская регата.

## Морфометрия водохранилищ

### Кенделанчай-1
- Общая вместимость — 3,9 млн м³
- Полезный объём — 3,6 млн м³
- Высота — 14 метров
- Длина водосливной поверхности — 283 м
- Шириной водосливной поверхности — 6 м

### Кенделанчай-2
- Общая вместимость — 2,1 млн м³
- Полезный объём — 1,6 млн м³
- Высота — 23,35 метров
- Длина поверхностного водоспуска — 177 м

### Ашагы Кенделанчай
- Общая вместимость — 9,5 млн м³
- Полезный объём — 9 млн м³
- Высота — 25 метров
- Длина поверхностного водоспуска — 780 м
- Шириной поверхностного водоспуска — 6 м

## Фауна
В конце 1980-х в зообентосе Кенделанчайского водохранилища были обнаружены 15 видов донных животных, среди которых преобладали олигохеты и личинки хирономид. Средняя биомасса донных животных составляла 27,68 г/м². Из рыб в водохранилище встречались сазан, голавль, храмуля, усач куринский, уклейка куринская, быстрянка, голец ангорский, шиповка, гамбузия. По численности основную долю рыб составляли голавль и храмуля.